# Piyeung Datu
Piyeung Datu is een bestuurslaag in het regentschap Aceh Besar van de provincie Atjeh, Indonesië. Piyeung Datu telt 494 inwoners (volkstelling 2010).